# Valentin Weigel

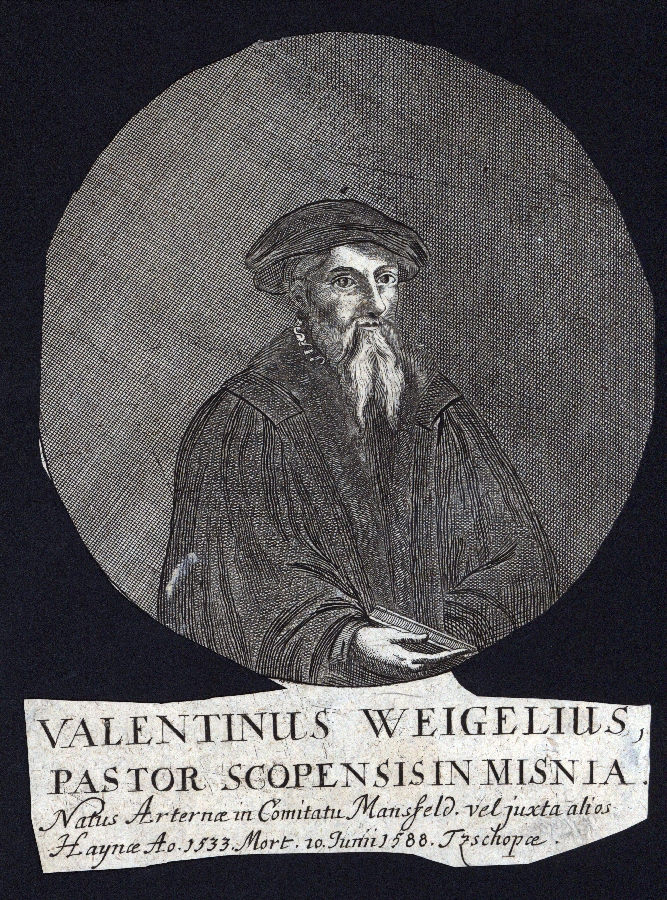
Valentin Weigel

Valentin Weigel (auch Weichel; * 7. August 1533 in Naundorf; † 10. Juni 1588 in Zschopau) war ein deutscher mystisch-theosophischer Schriftsteller.

## Leben
Auf Vermittlung des Rates Georg von Komerstadt besuchte Weigel 1549 bis 1554 die Fürstenschule St. Afra in Meißen und studierte zunächst an der artistischen, später theologischen Fakultät in Leipzig. 1558 wurde er Baccalaureus und Magister. Seit 1564 studierte und lehrte er in Wittenberg und wurde am 16. November 1567 durch den Wittenberger Generalsuperintendenten Paul Eber als Pastor Primarius in Zschopau ordiniert.
1565 heiratete er Katharina Beuche, mit der er die Kinder Theodora (geb. 1569), Nathanael (geb. 1571) und Christian (geb. 1573) hatte.
Weigel verbreitete seine handschriftlichen Werke nur in einem kleinen Kreis. Dies geschah aber nicht, um seine Sebastian Franck und Jakob Böhme nahestehenden mystischen Auffassungen zu verbergen, sondern offenbar, weil er vor allem anlassbezogen veröffentlichte. So sind trotz einer Anzeige des Augustusburger Pfarrers Matthias Seidel (1528–1602) keine weiteren Behelligungen von Weigels Amtsführung nachzuweisen, im Gegenteil wirkte er aktiv an der Lokalvisitation der Chemnitzer Ephorie mit. Gedruckt wurde zu seinen Lebzeiten nur eine Leichenpredigt für Martha von Rüxleben, der Ehefrau des Zschopauer Landjägermeisters Cornelius von Rüxleben. Erst zwanzig Jahre nach Weigels Tod gelangten viele seiner Schriften, befördert von seinem Amtsnachfolger Benedikt Biedermann, dem Zschopauer Kantor Christoph Weickhart (tätig von 1577 bis 1583) und seinen Söhnen Joachim und Nathanael, zum Druck. Unklar ist, welche Schriften von Biedermann selbst verfasst worden sind. Auch andere Bearbeitungen und fremde Texte fanden unkritisch Eingang in das gedruckte Gesamtwerk. 1626 wurden diese Bücher öffentlich verbrannt.
Nach Ausweis des Gesamtwerks bekämpfte Weigel volksfeindliche Potentaten, Fürsten und Prediger. Er berief sich vor allem auf Meister Eckart und Johannes Tauler. Thomas Müntzer, Andreas Bodenstein, Kaspar Schwenckfeld und das Täuferreich von Münster galten ihm als Gleichgesinnte. Seine an den Neuplatonismus und die deutsche Mystik anknüpfenden Ideen wurden Bestandteil der deutschen Ketzerbewegung und hatten Auswirkungen auf Dichter wie Angelus Silesius und Daniel Czepko.
Erst nach seinem Tod – mit Bekanntwerden des Druckwerks – bildete sich der Begriff der Weigelianer, als Weigelianismus konnte dann im gesamten 17. Jh. jede Form von Heterodoxie bezeichnet werden.

## Werke
- Unterrichts-Predigt: Wie man christlich trauern und täglich solle im Herrn sterben, 1576
- Libellus de vita beata, 1609
- Ein schön Gebetsbüchlein, welches die Einfältigen unterrichtet, 1612
- Der güldene Griff, alle Ding ohne Irrtum zu erkennen. Krusicke, Halle 1613 (Digitalisat und Volltext im Deutschen Textarchiv)
- Ein nützliches Traktätlein vom Ort der Welt, 1613
- Dialogus de Christianismo, 1614
- Erkenne dich selbst. 3 Bände Knuber, Neustadt 1615 (Digitalisat und Volltext im Deutschen Textarchiv Band 2)
- Informatorium oder Kurzer Unterricht, 1616 (erweitert: Soli deo gloria, 1618)
- Kirchen- oder Hauspostill", 1618
- Libellus disputatorus, 1618
- De bono et malo in homine, 1618
- Zwei schöne Büchlein, 1618
- Studium universale, 1618
- Tractatus de opere mirabili, 1619

## Ausgaben
- Valentin Weigel: Sämtliche Schriften. Neue Edition, 14 Bde. Im Auftrag der Akademie der Wissenschaften und der Literatur, Mainz, hrsg. von Horst Pfefferl. Begründet von Will-Erich Peuckert und Winfried Zeller. Frommann-Holzboog, Stuttgart-Bad Cannstatt, ISBN 978-3-7728-1839-4.

- Valentin Weigel: Das Buch vom Gebet. hrsg. und sanft modernisiert von M. P. Steiner, Edition Oriflamme, Basel, ISBN 3-9520787-5-1.

- Valentin Weigel: Ausgewählte Werke. hrsg. und eingeleitet von Siegfried Wollgast. Union Verlag, Berlin 1977; darin: Erkenne dich selbst, Das andere Büchlein von der Erkenntnis seiner selbst, Ein nützliches Traktätlein vom Ort der Welt, Der güldene Griff, Predigt vom armen Lazarus, Dialog über das Christentum